# Tomtbod

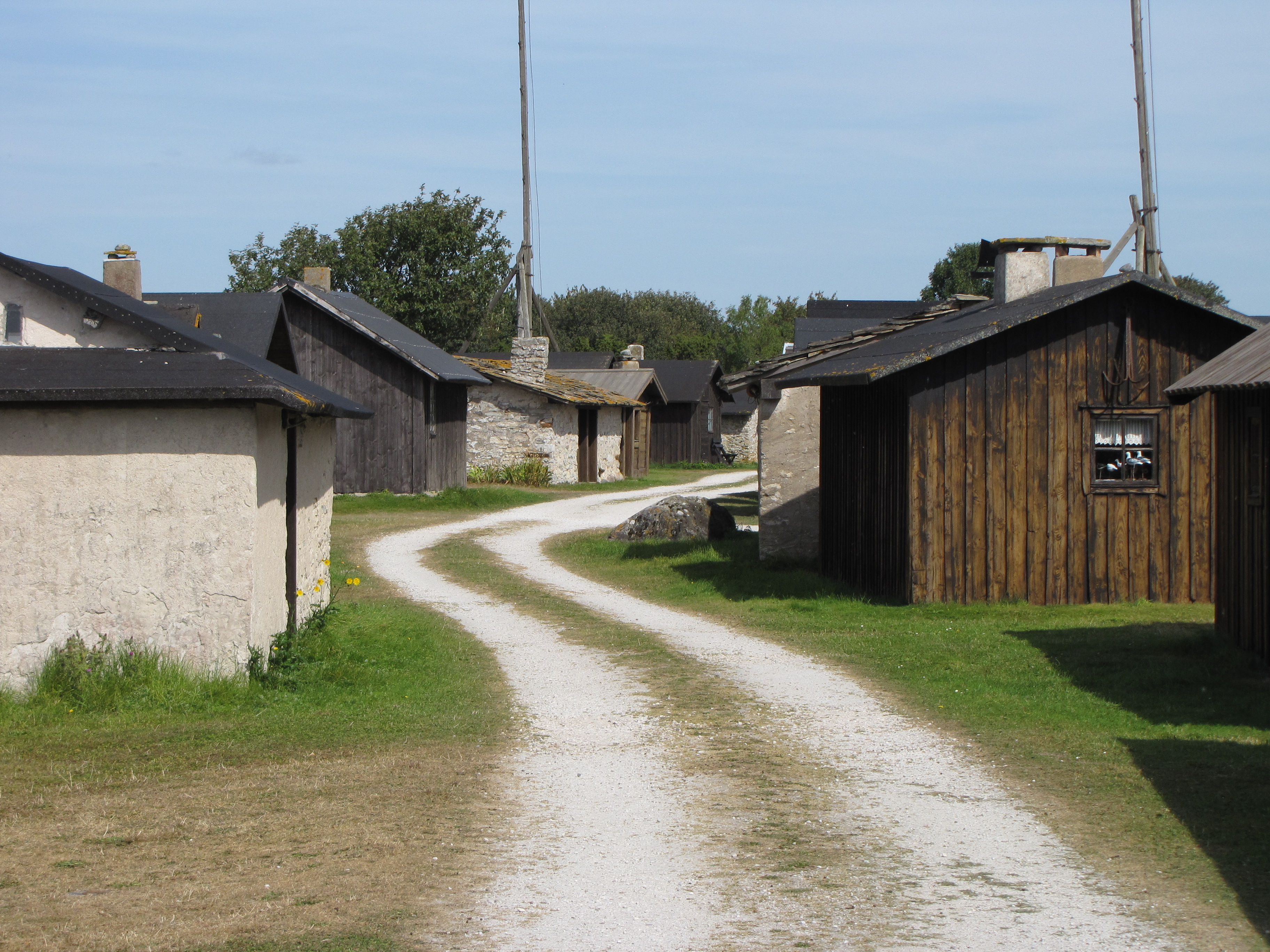
Fiskeläget Tomtbod

Tomtbod är ett fiskeläge i Burs socken på Gotland. Tomtbod är ett av sydöstra Gotlands bäst bevarade storfiskelägen med ett trettiotal bodar belägna längs en bygata. Tomtbod fungerade som fiskeläge inte bara för Burs utan även för grannsocknarna. Något yrkesfiske bedrivs inte längre här, men för fritidsfiske används fiskeläget ännu. Då Tomtbod saknar lämpliga badstränder har fiskebodarna undgått omfattande ombyggnation till fritidshus.
Vid Tomtbod fiskas främst flundra och torsk samt sik om hösten.